# 香港海關
香港海關（英語：Customs and Excise Department，縮寫作 ，意為「關稅及貨物稅部門」）是香港特別行政區政府保安局轄下的紀律部隊之一，負責保護香港以防止走私、保障和徵收應課稅品稅款、緝毒和防止販毒及濫用受管制藥物、保障知識產權、保障消費者權益、監管金錢服務經營者、監管貴金屬及寶石交易商、保障和利便正當工商業及維護本港貿易的信譽。截至2022年9月1日，海關的職員編制達7,400人，其中包括10名首長級人員、6,161名海關部隊人員、547名貿易管制職系人員，以及682名一般及共通職系人員。

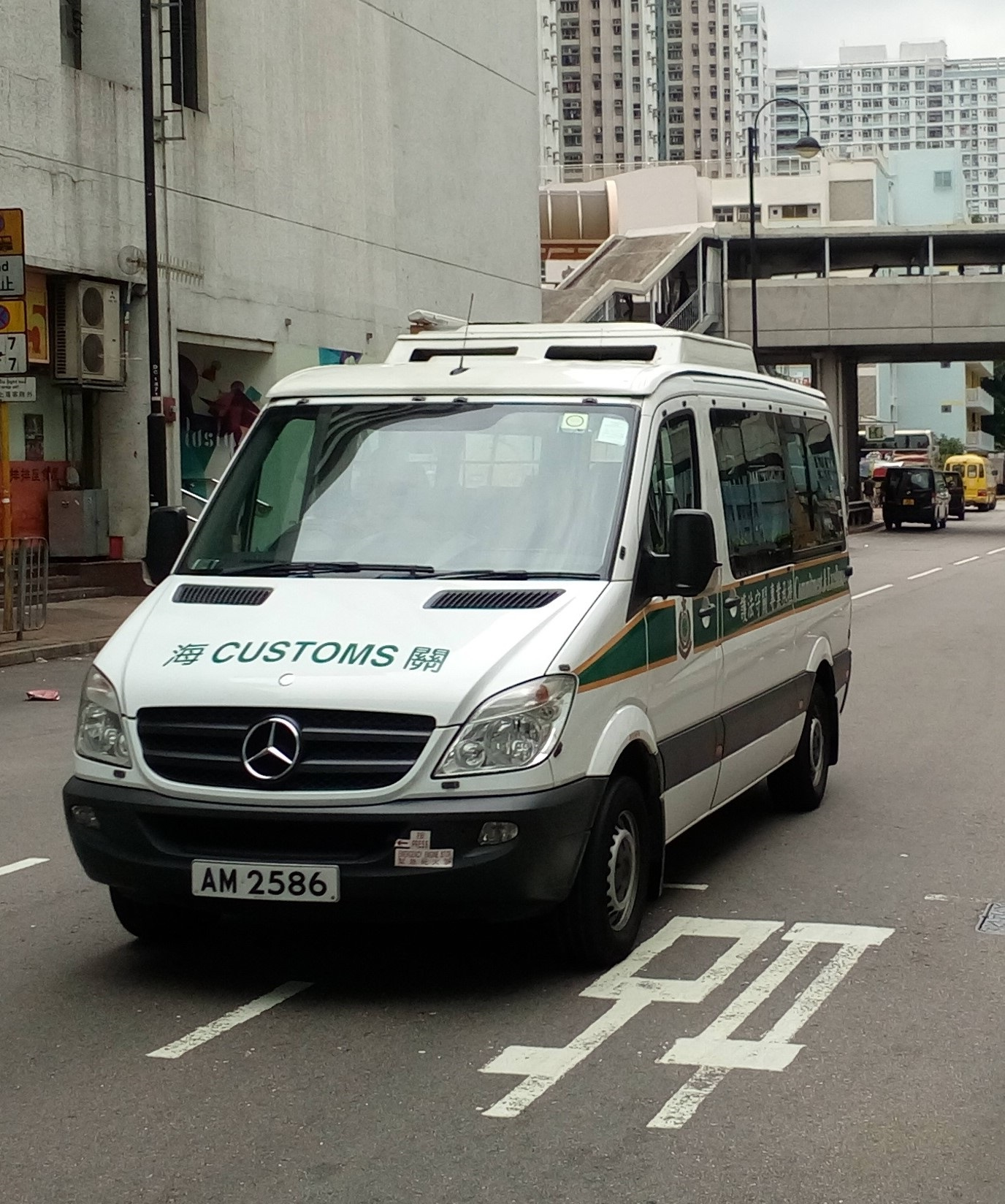
海關衝鋒車

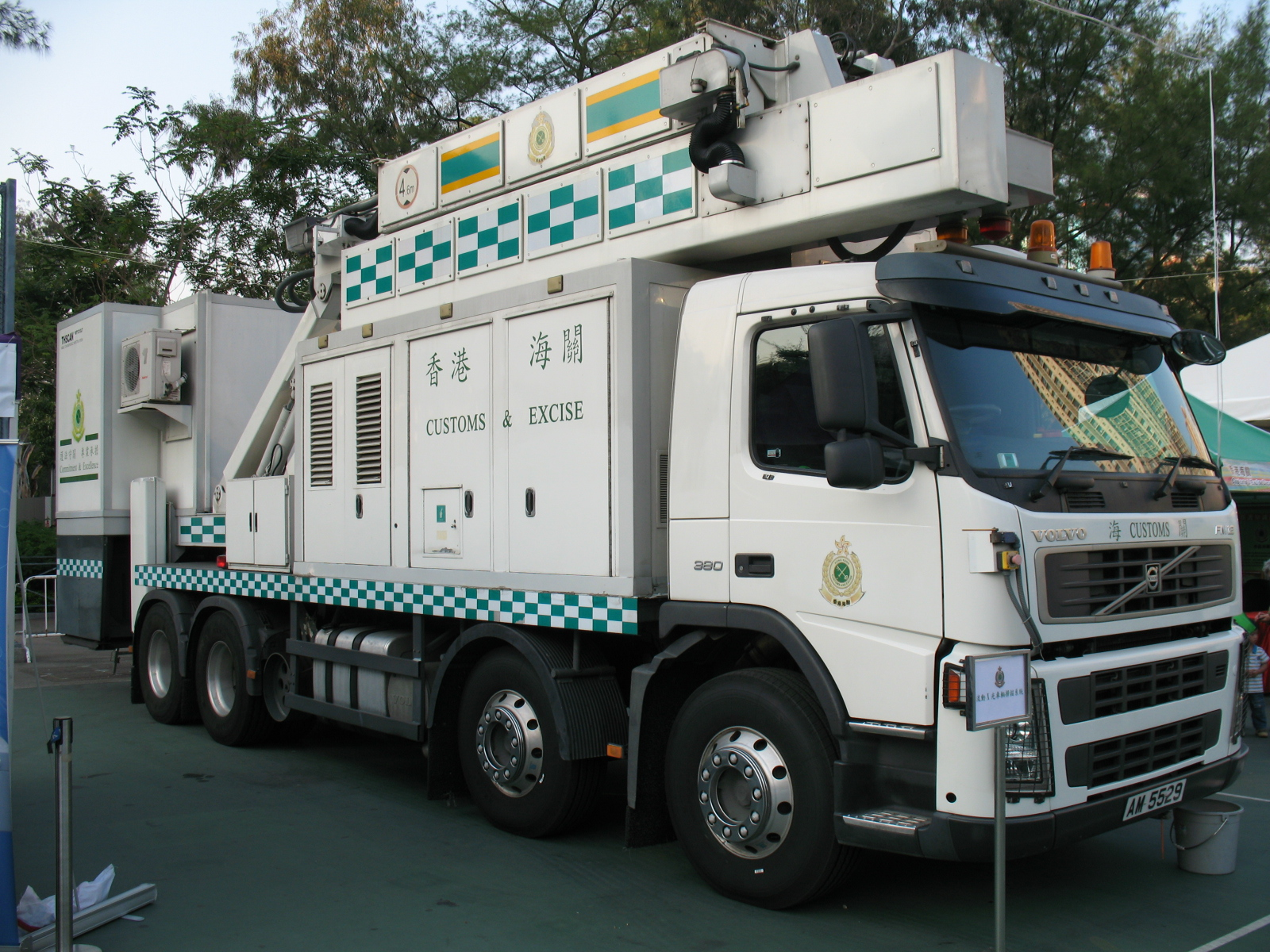
海關X光車

## 歷史
香港於1841年成立船政署（英語：Harbour Department）規管到香港的商船停泊在指定碼頭及辦理船隻註冊、入港登記、申報載貨資料及清關等事務。
香港海關前身為隸屬船政署的出入口管理處（Imports and Exports Office），於1887年成立，初期主要負責整理出入口統計數據和監管進出口的鴉片的事務。於1909年頒佈《酒精飲品條例》後成立緝私隊（Preventive Service），負責向飲用酒及煙草徵稅，其後新增加車用燃油、化妝品及藥用酒精等。
1932年，香港引入特惠關稅制度（Preferential Tariff System），並且實施產地來源證制度，由出入口管理處負責管理。
1945年，接受日軍投降的英國海軍少將夏慤為了管制糧食和燃油的價格，並實施糧食配給，於9月16日成立香港軍政府的同時設立了物料供應、貿易及工業部。1946年香港總督楊慕琦復任，並改由物料供應、貿易及工業署負責。
1949年，出入口管理處與物料供應、貿易及工業署合併改稱為工商業管理處（Commerce and Industry Department）。
1970年代，香港與世界各地來往日益頻繁，然而卻繼續保留緝私隊這一名稱造成遊客混亂，因此確立了逐步更名為海關的方向。1973年，工商業管理處中文名稱改為工商署。1977年工商署的英文名稱由「Commerce and Industry Department」改為「Trade, Industry and Customs Department」。1979年1月，工商署進行內部改組，分設三個部門，分別是貿易處、工業處與海關及管制處。1982年8月1日，工商署分拆，下轄的部門分別升格為工業署、貿易署和香港海關，並且於1987年加入世界海關組織。
香港主權移交後，海關總監改稱為海關關長，英文名稱則不變，而且被升格為香港政府主要官員。海關關長除了向保安局局長負責外，亦需要向商務及經濟發展局局長和財經事務及庫務局局長負責。
2000年，香港海關擔任世界海關組織亞太區副主席，引領亞太區成員制定《地區發展策略綱領》，作為亞太區海關事務的策略藍本。設於昂船洲的首個海關船隊基地也在2000年啟用，自此海關船隻不用再分散停泊，基地內設有囚室、拘留室、槍械庫、訓練設施和潛水用具等。同年，香港海關設立電腦法證所，為各科系提供電腦鑑證技術支援。海關電腦法證所就案件電子證據的收集、保存、分析及於法庭呈示證物等工作提供專業支援。法證所並於2006年獲得「國際質量管理體系證書」ISO 9001和「國際資訊安全管理系統證書」ISO 27001。 
2011年2月，香港海關將分散於香港各處的辦公室全部遷入位於北角的海關總部大樓。
2019年11月警務處處長根據《公安條例》（第245章）第40條，委任部分海關人員為特務警察。（页面存档备份，存于）
2021至2022年期間多次調派人員於《預防及控制疾病（對若干人士強制檢測）規例》（第599J章）指明的「受限區域」執行有關該法例的相關行動。

## 歷任首長
海關關長是香港特別行政區政府主要官員，同時是禁毒常務委員會及香港特別行政區維護國家安全委員會官方委員。根據《基本法》規定，由無外國居留權的中國國籍香港特別行政區永久性居民出任，經行政長官提名或建議，報請中華人民共和國國務院任命或罷免。

### 英治時期
出入口管理處監督（Superintendent of Import & Export）
1. 柏華富（Charles William Beckwith，1909年－1910年）
2. 卓文（David William Tratman，1910年－1911年）
3. 赫治臣（Robert Oliphant Hutchison，1911年－1920年）
4. 史美（Norman Lockhart Smith，1921年－1923年）
5. 雷丹彌（John Daniel Lloyd，1923年－1927年，1933年－1935年）
6. 佘義（Geoffrey Robley Sayer，1927年－1932年）
7. 韓美端（Eric William Hamilton，1932年－1933年，1935年－1937年）
8. 譚思安（Walter Morris Thomson，1946年－1946年）
9. 謙士和（Eric Himsworth，1946年－1949年）

工商業管理處處長（Director of Commerce & Industry）
1. 乾瑾鼐（Kenneth Keen，1949年－1950年）
2. 歧樂嘉（Arthur Grenfell Clarke，1950年－1951年）
3. 石智益（Patrick Cardinall Mason Sedgwick，1951年－1953年）
4. 晏架士（Herbert Alexander Angus，1953年－1962年）

工商業管理處處長兼緝私隊總監（Director of Commerce & Industry and Commissioner of Preventive Service）
1. 何禮文（David Ronald Holmes，1962年－1966年）
2. 蘇弼 （Terence Dare Sorby，1966年－1970年）
3. 姬達（Jack Cater，1970年－1972年）
4. 佐敦（David Harold Jordan，1972年－1977年）

工商署署長兼任海關總監（Director of Trade, Industry & Customs and Commissioner of Customs & Excise）
1. 佐敦（David Harold Jordan，1977年－1979年）
2. 杜華（William Dorward，1979年－1982年）

海關總監（Commissioner of Customs & Excise）
1. 莊敦賢（Douglas Arthur Jordan，1982年－1984年）
2. 高禮和（Harnam Singh Grewal，1984年－1986年）
3. 韋能信（Patrick John Williamson，1986年－1990年）
4. 岳士禮（Clive William Baker Oxley，1990年－1993年）
5. 尉遲信（Donald McFarlane Watson，1993年－1996年）
6. 李樹輝，SBS，JP（1996年－1997年）（註：首位由海關內部晉升的關長，首位華人關長）

### 香港特別行政區時期
海關關長（Commissioner of Customs & Excise）
1. 李樹輝，SBS，JP（1997年－1999年）（註：首位由海關內部晉升的關長，首位華人關長）
2. 曾俊華，大紫荊勳賢，JP（1999年－2001年）（註：首位由政務官空降的關長）
3. 黃鴻超，GBS，JP（2001年－2003年）
4. 湯顯明，GBS（2003年－2007年）
5. 袁銘輝，GBS，JP（2007年－2011年）
6. 張雲正，GBS，JP（2011年－2015年）
7. 鄧忍光，JP（2015年－2017年）（註：最後一位由政務官空降的關長）
8. 鄧以海，SBS，CDSM，CMSM（2017年－2021年）（註：第二位由海關內部晉升的關長）
9. 何珮珊，CMSM（2021年－2024年）（註：首位海關女關長，第三位由海關內部晉升的關長）
10. 陳子達，CDSM（2024年－）（註：接替退休的何珮珊，第四位由海關內部晉升的關長）

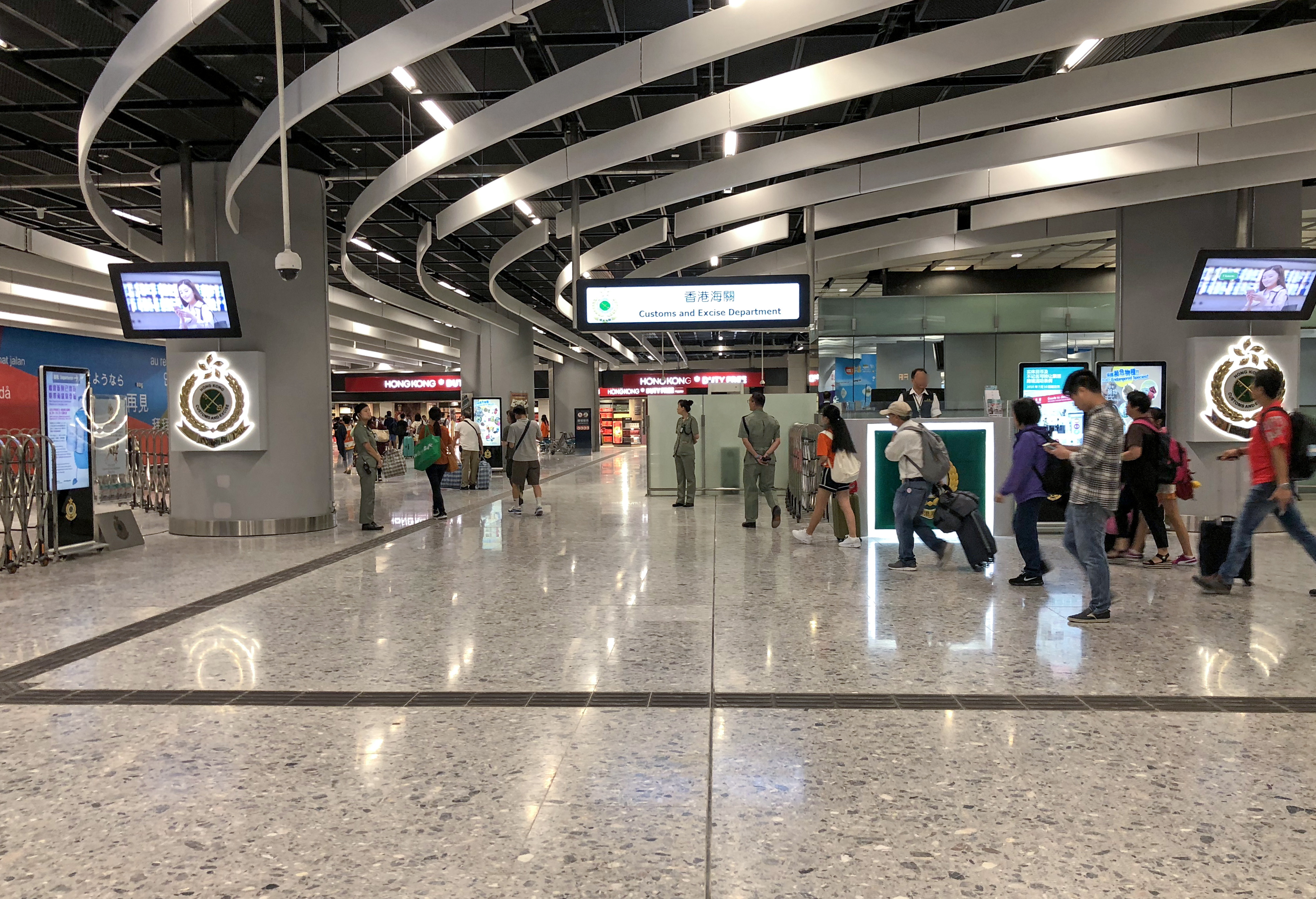
位於香港西九龍站管制站的海關辦事處

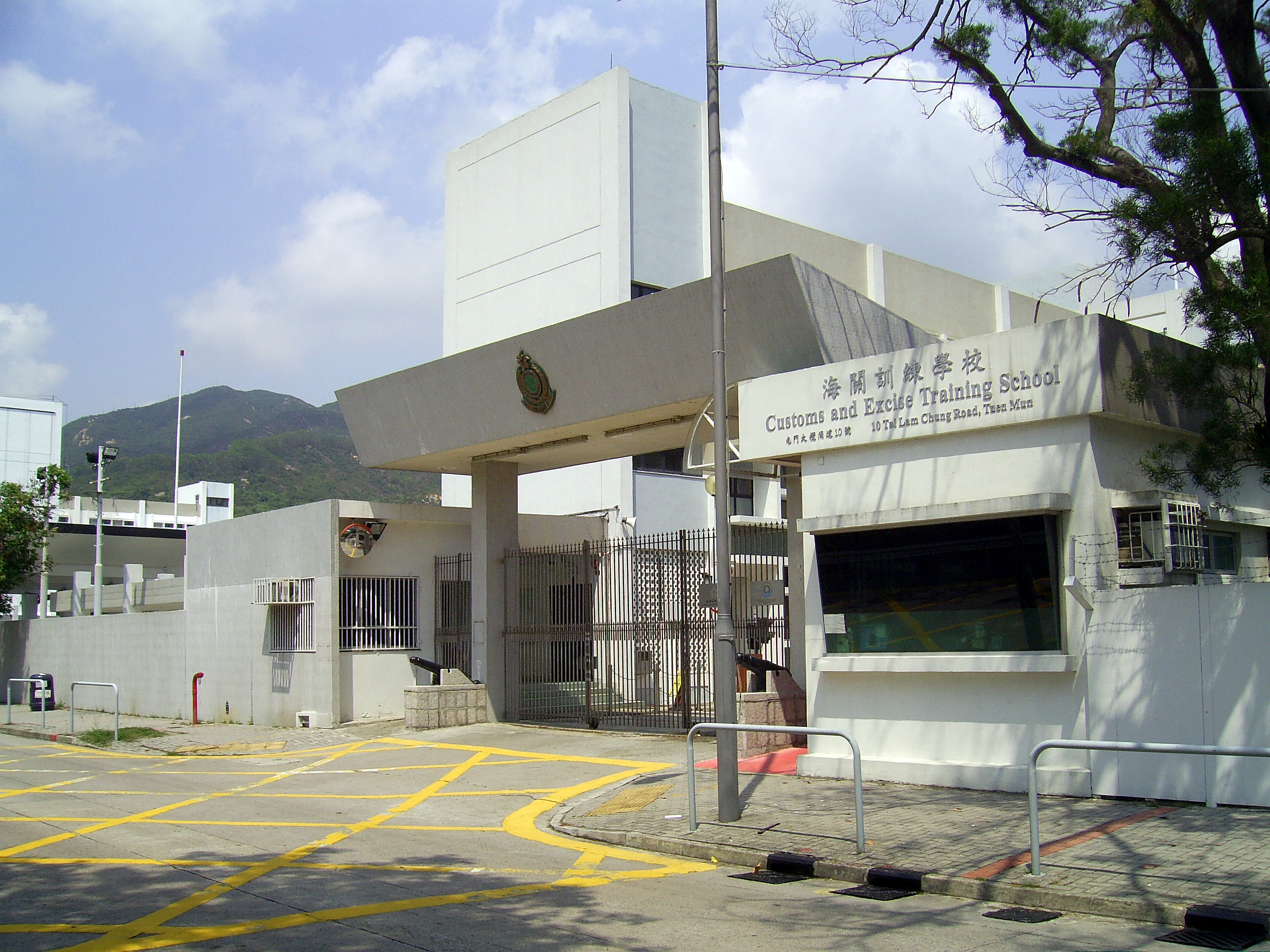
位於屯門大欖涌的香港海關學院

## 展覽館
香港海關設有2座展覽館，分別為：
1. 海關總部大樓展覽廊，位於海關總部大樓10樓；分為5大展覽區域，展示各種受管制物品及瀕危物種、吸毒工具、不同年代的冒牌貨品及侵權物品、海關各種不同年代制服及裝備、以及小型影院播放短片介紹海關的歷史及工作；及
2. 知識產權執法工作展覽館，位於北角海關總部大樓25樓2514室，展示逾300件海關人員自1970年代搜獲具代表性的侵權物品和冒牌貨品。

## 車輛

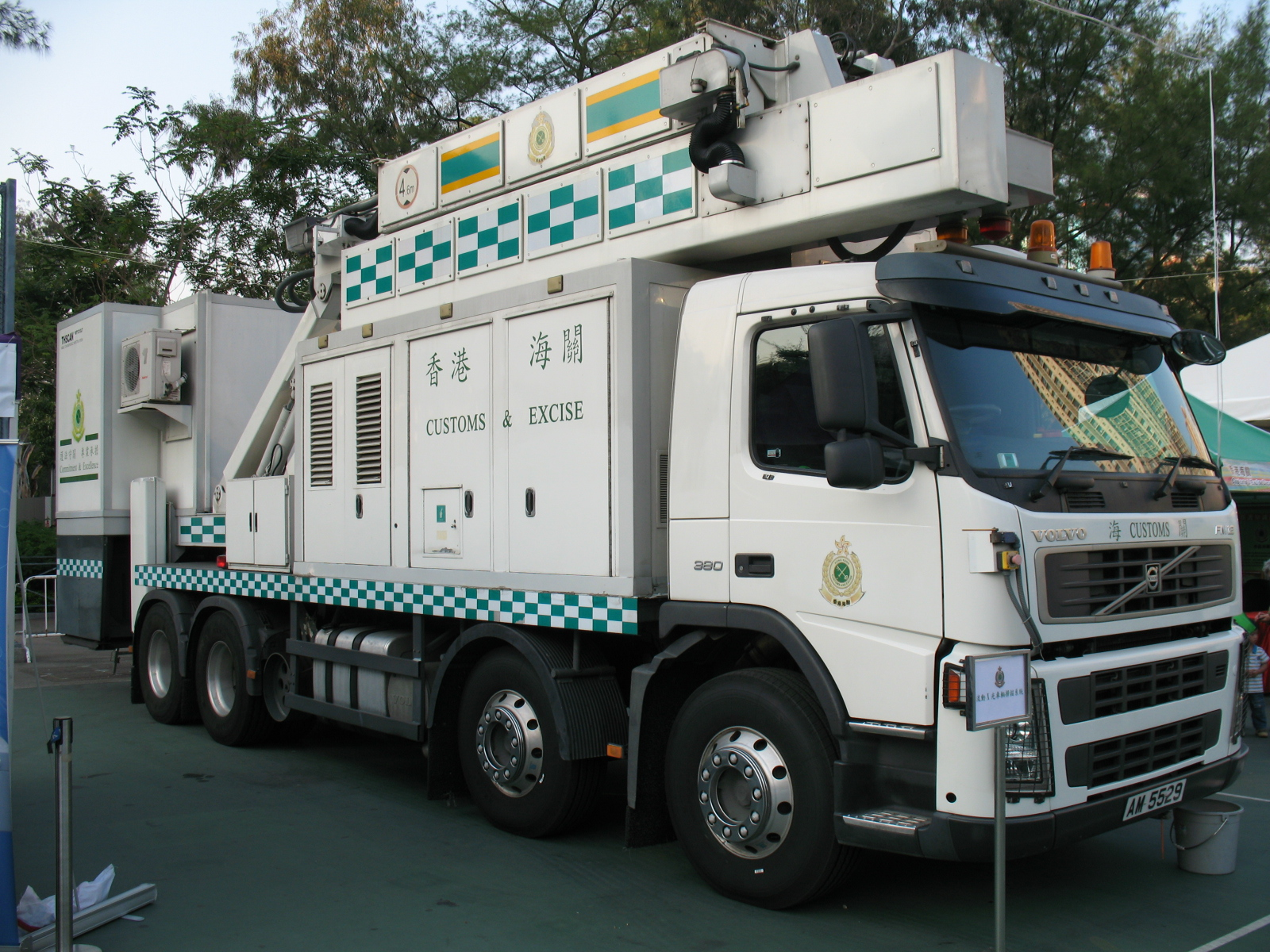
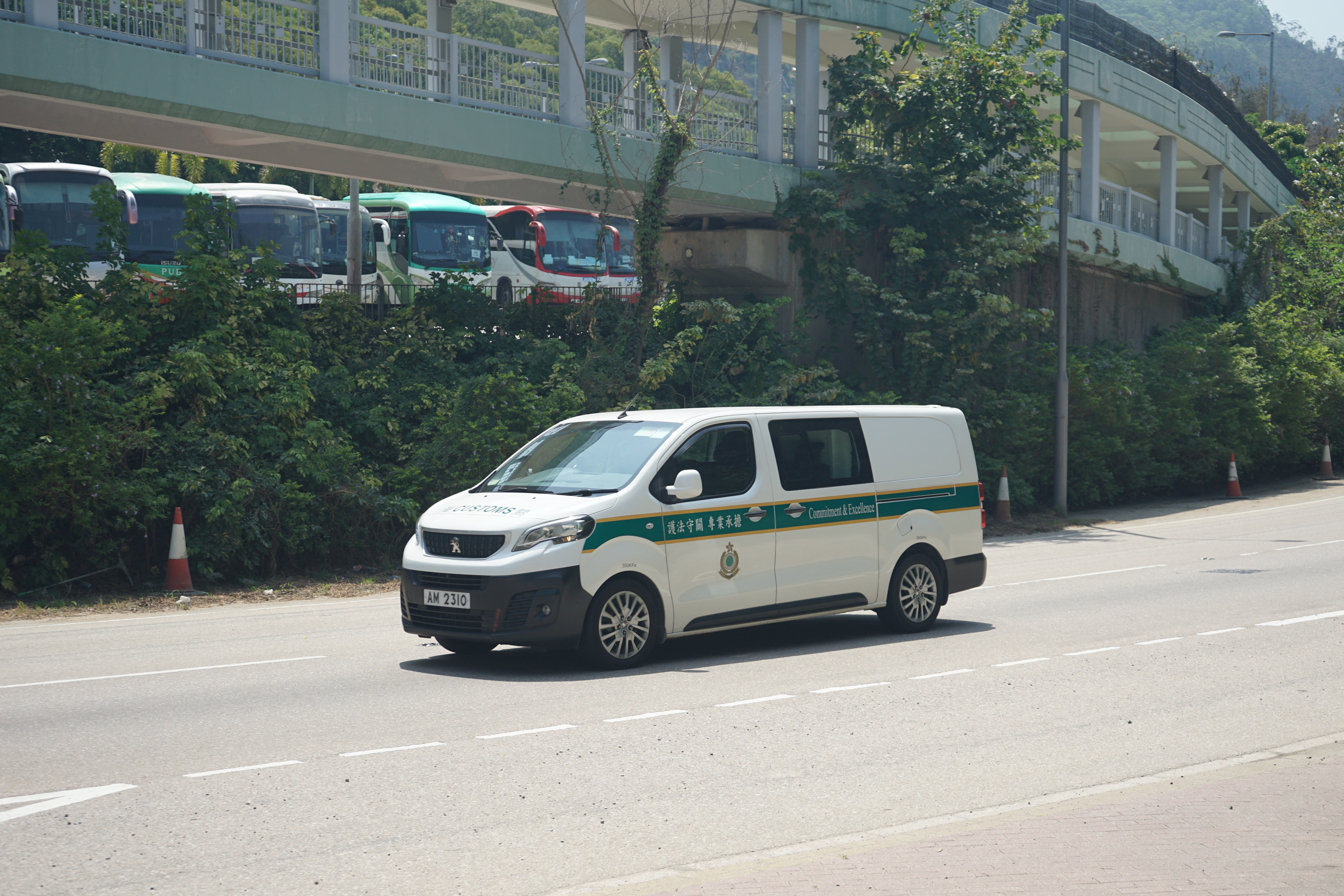
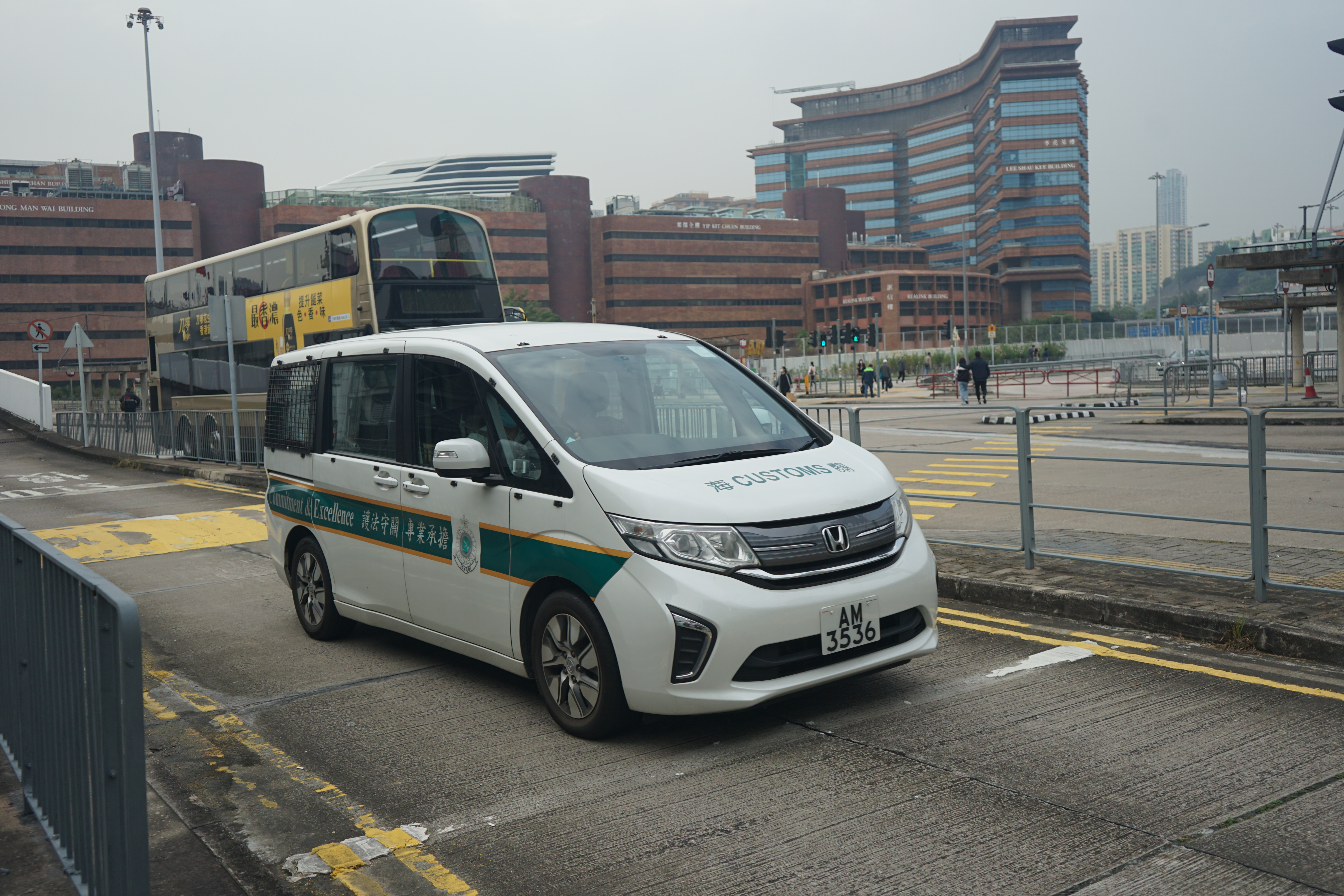
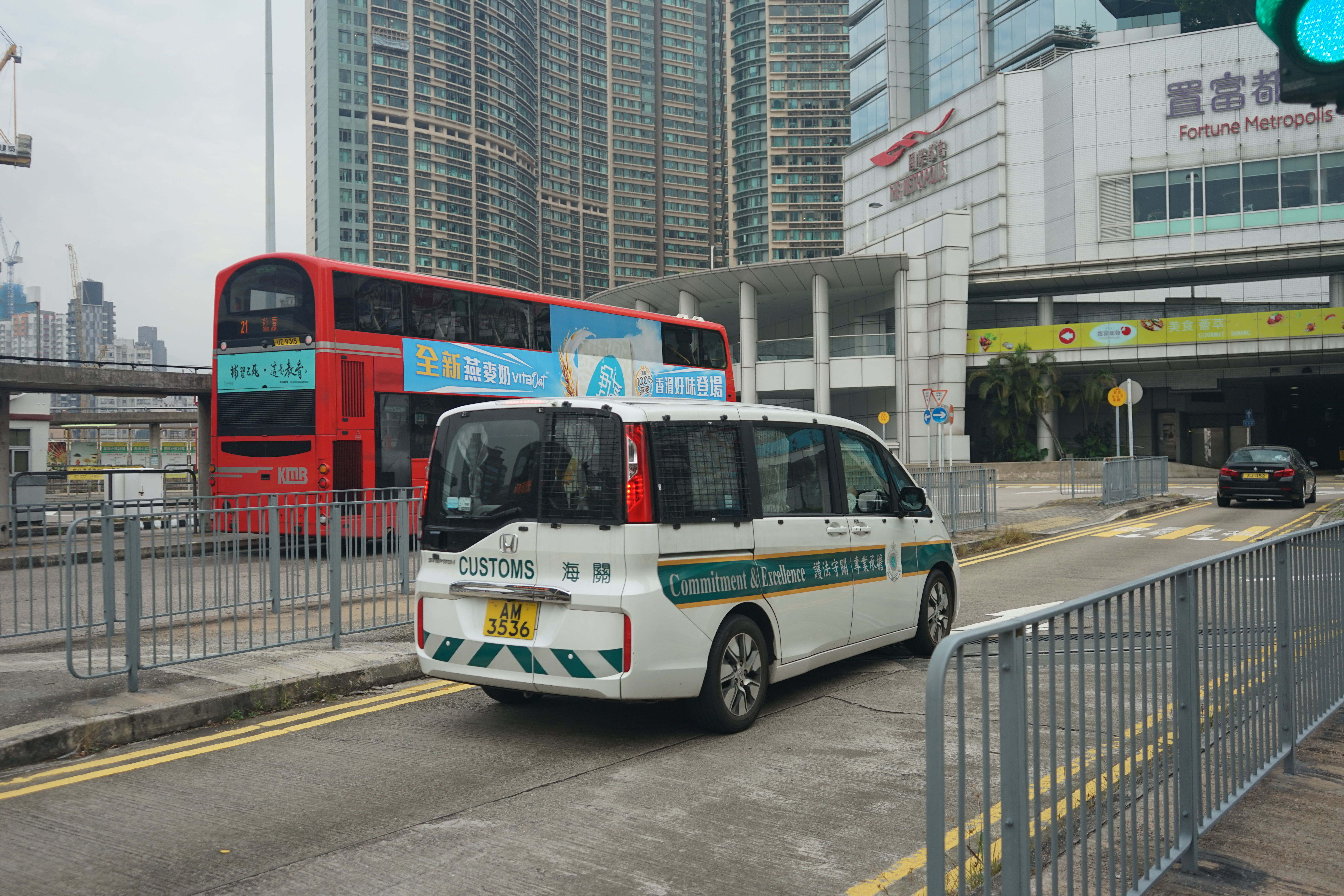
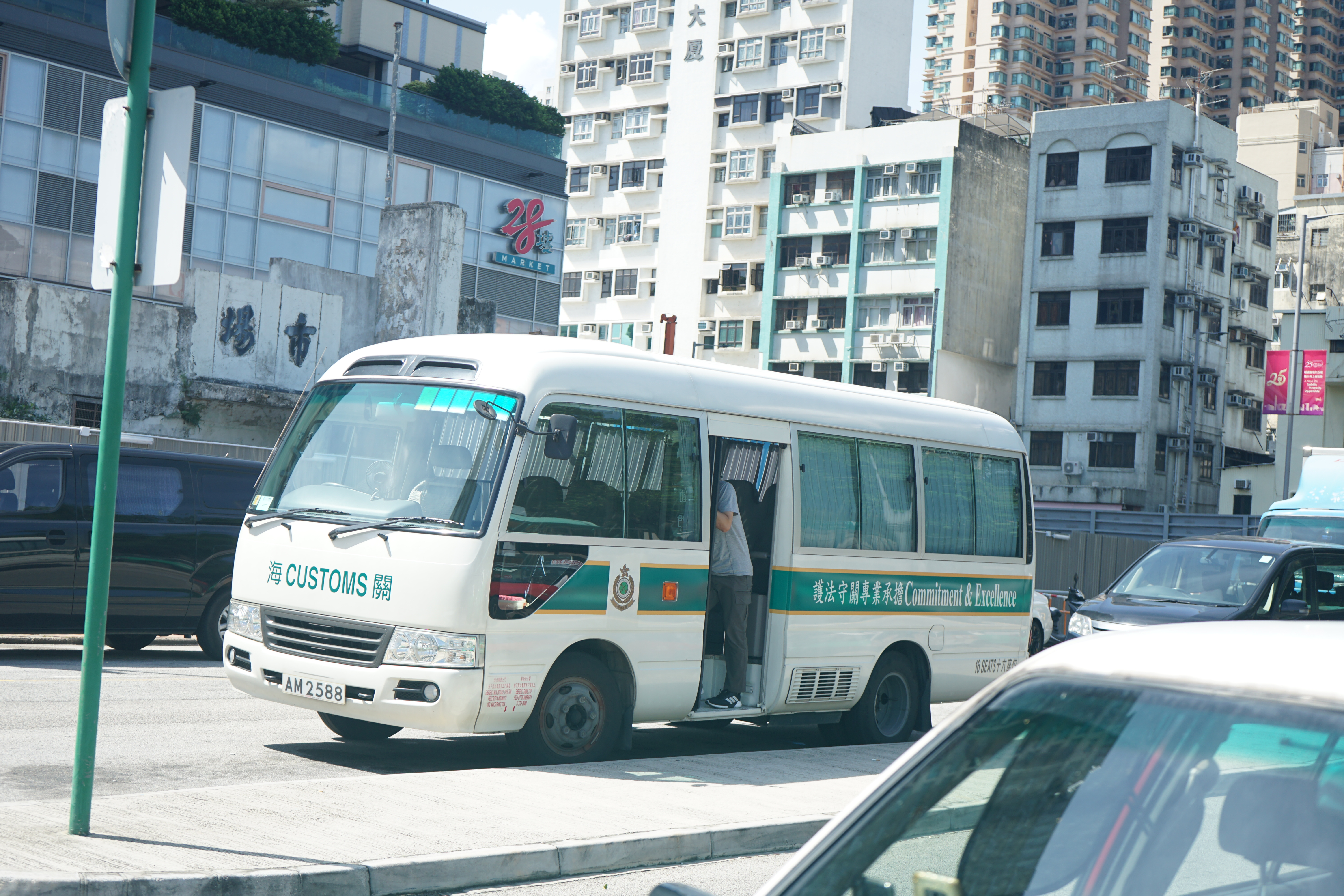
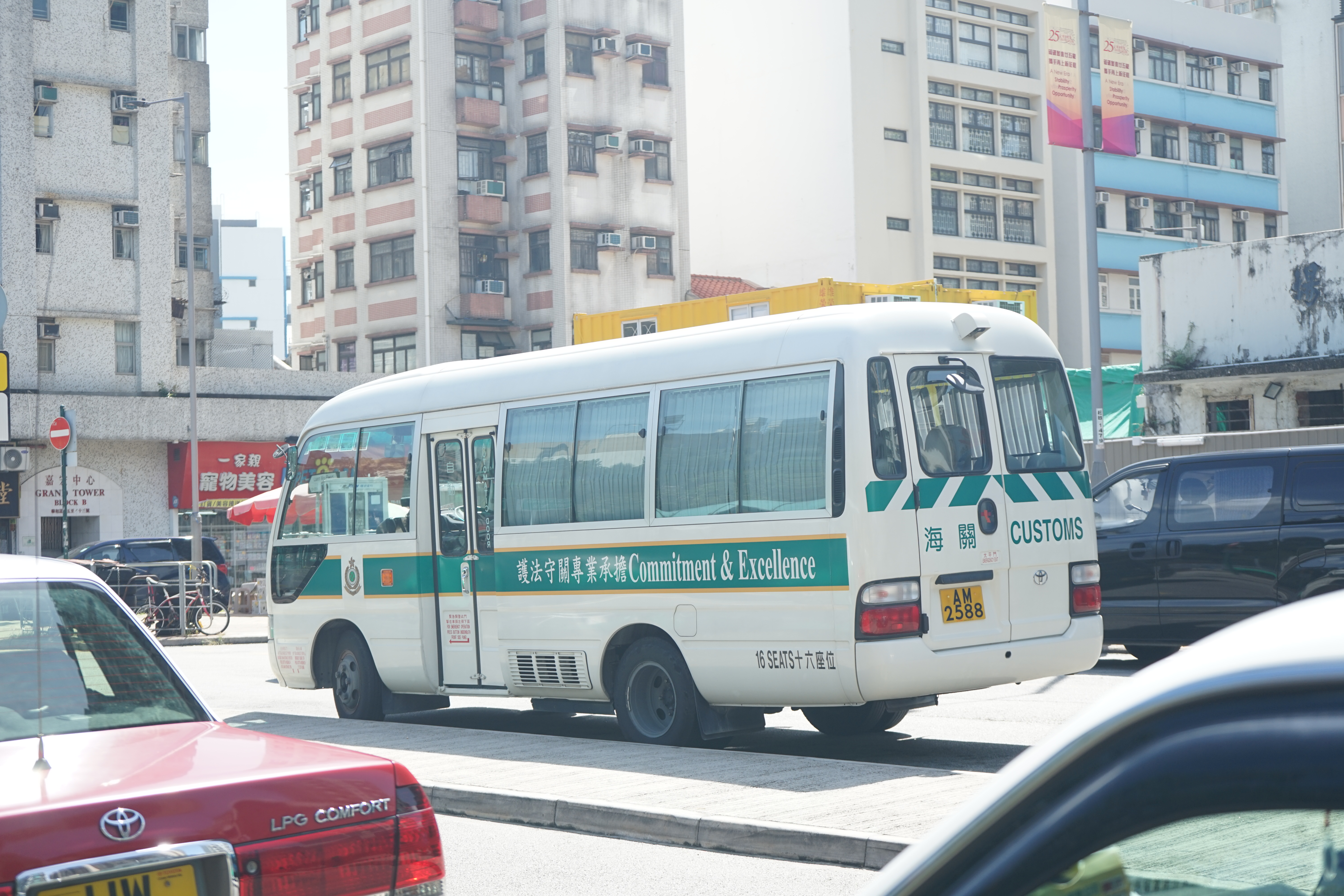
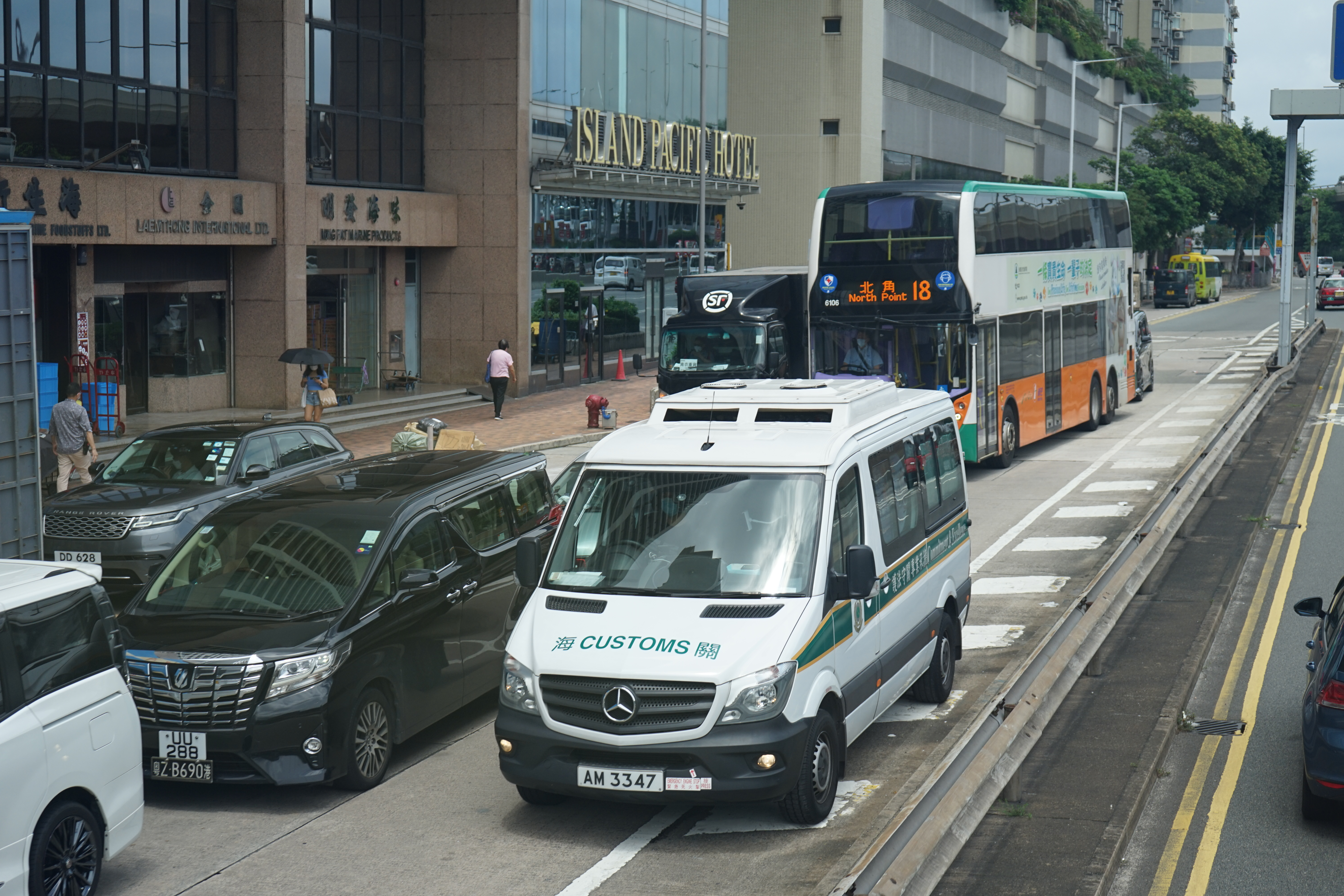
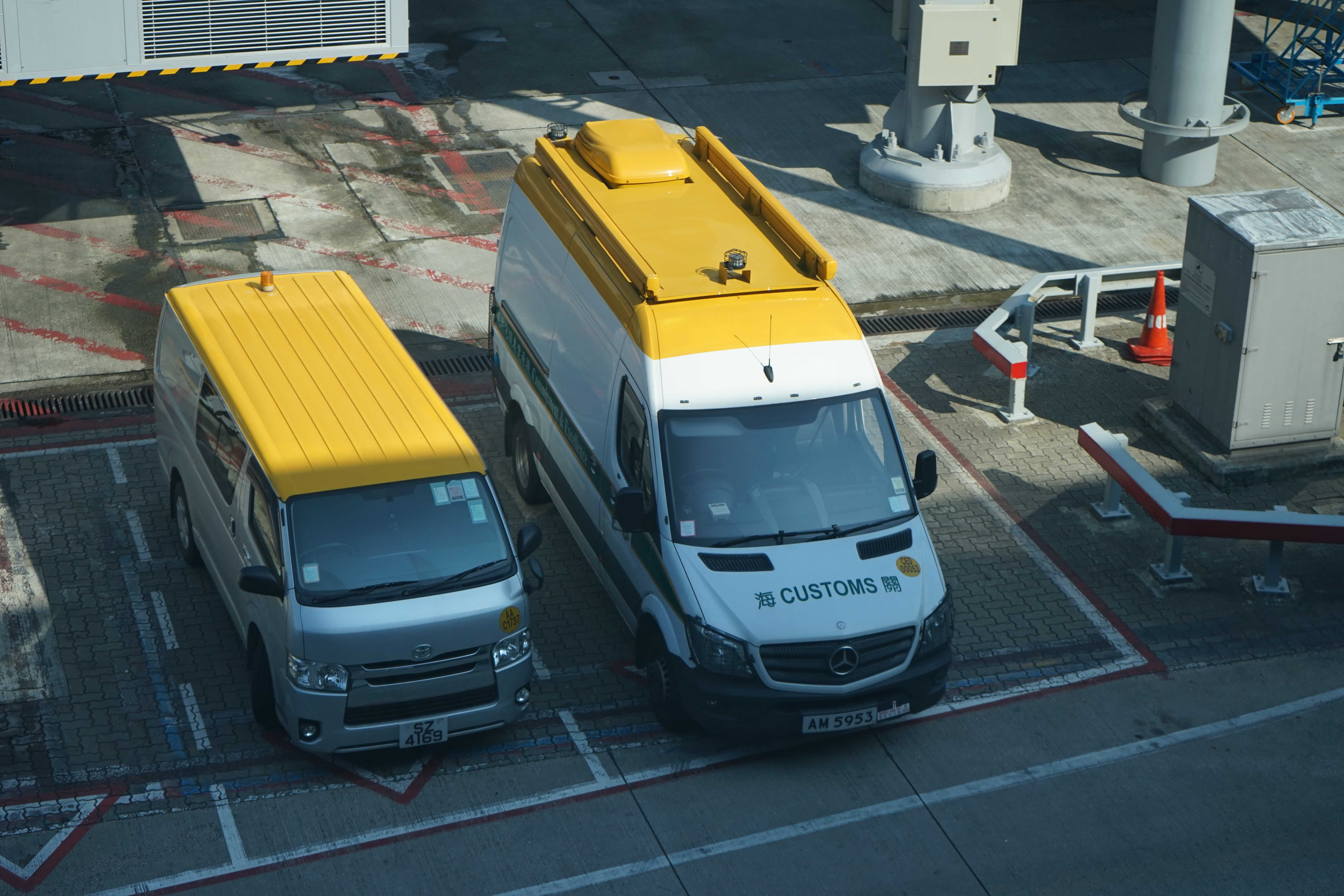
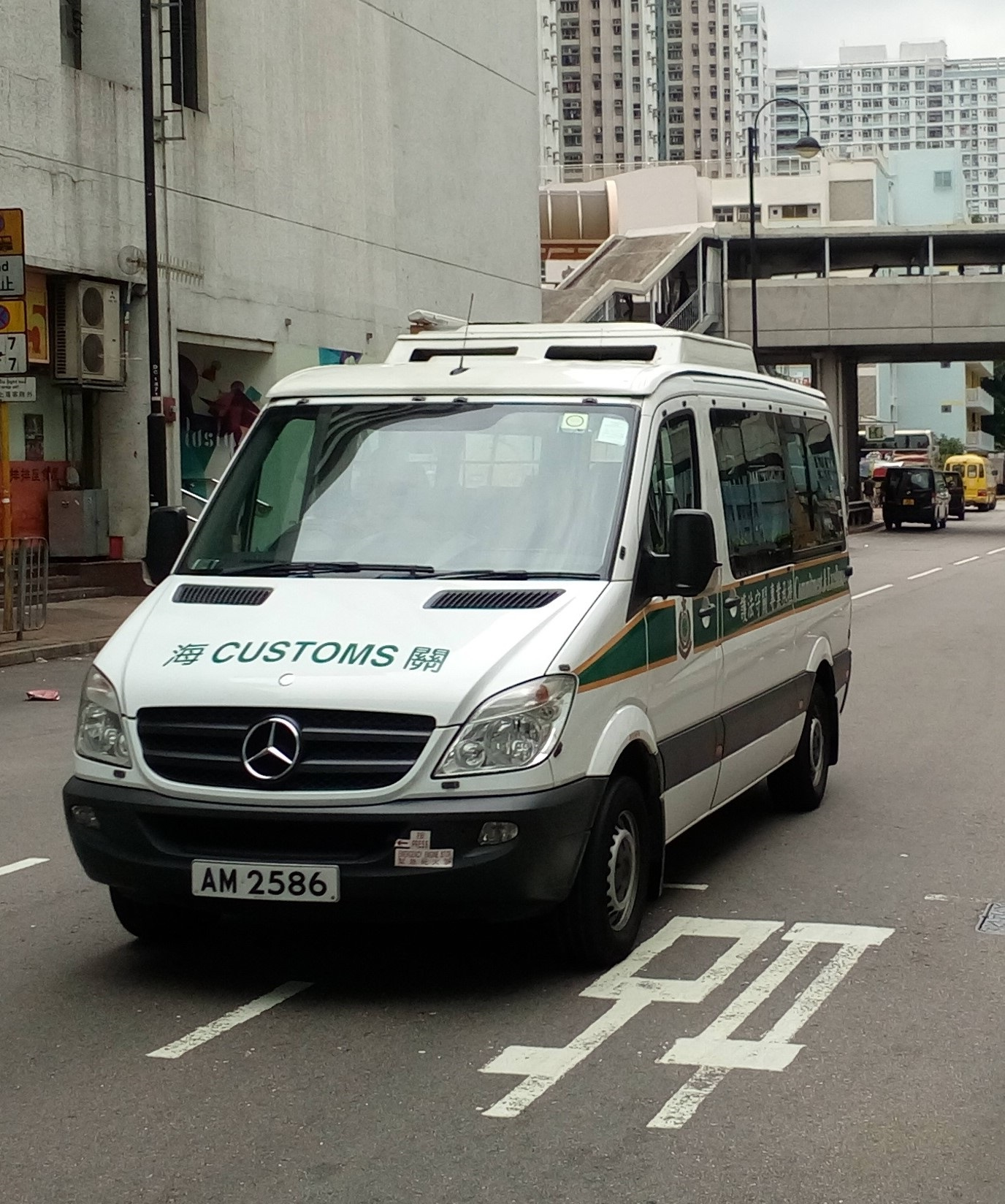
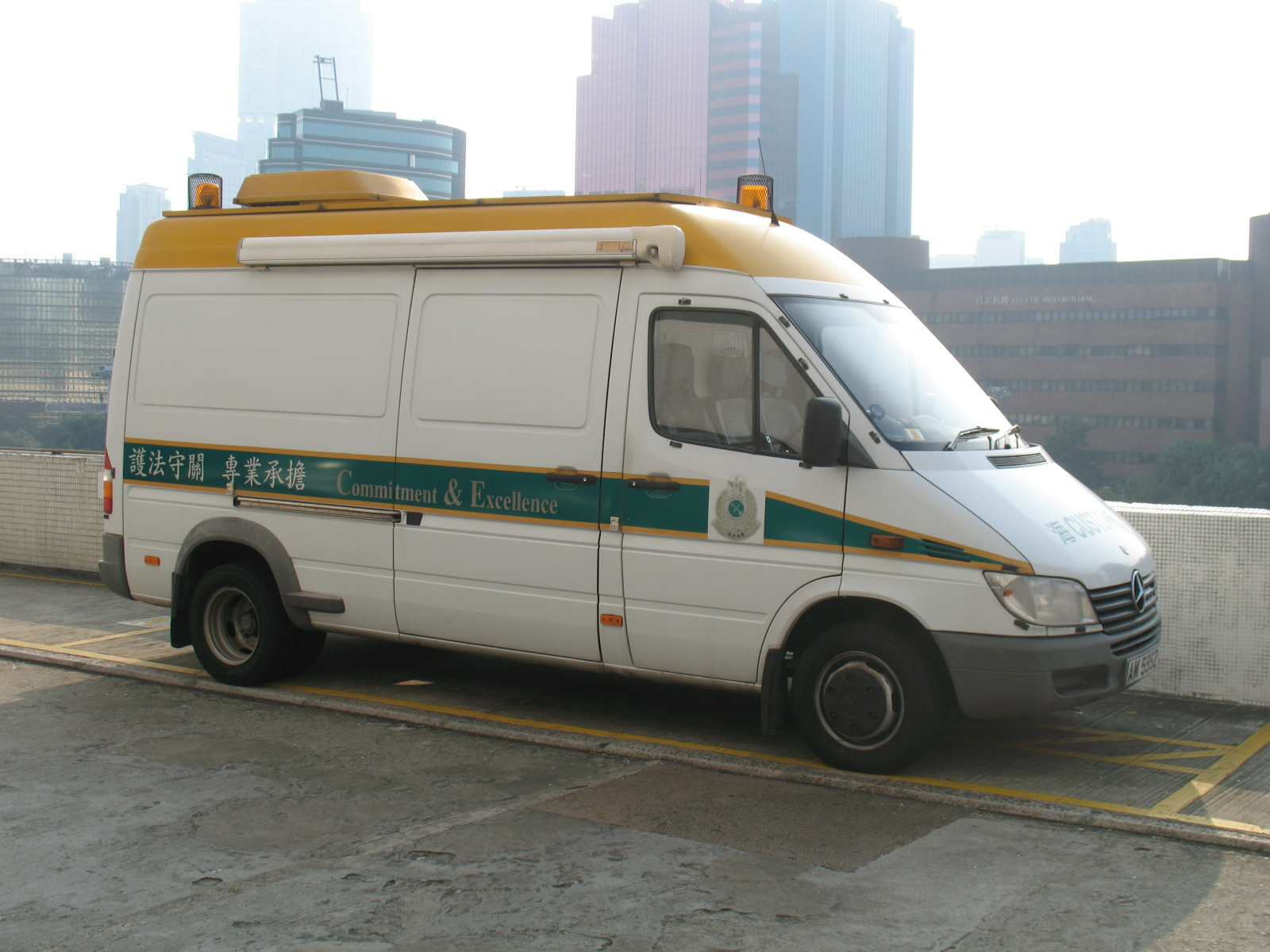

## 海關特別部隊

### 船隊

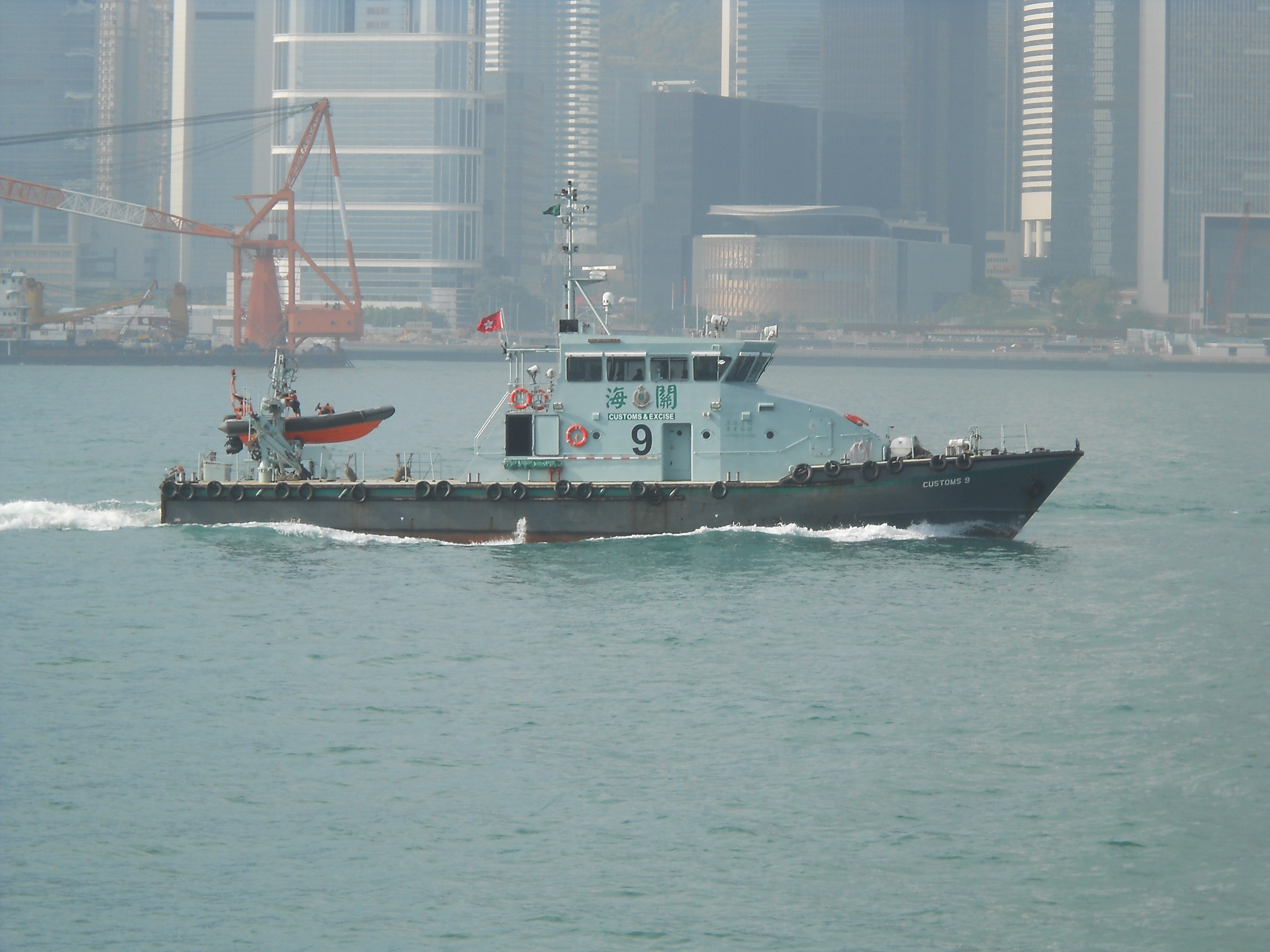
海關區域巡邏船
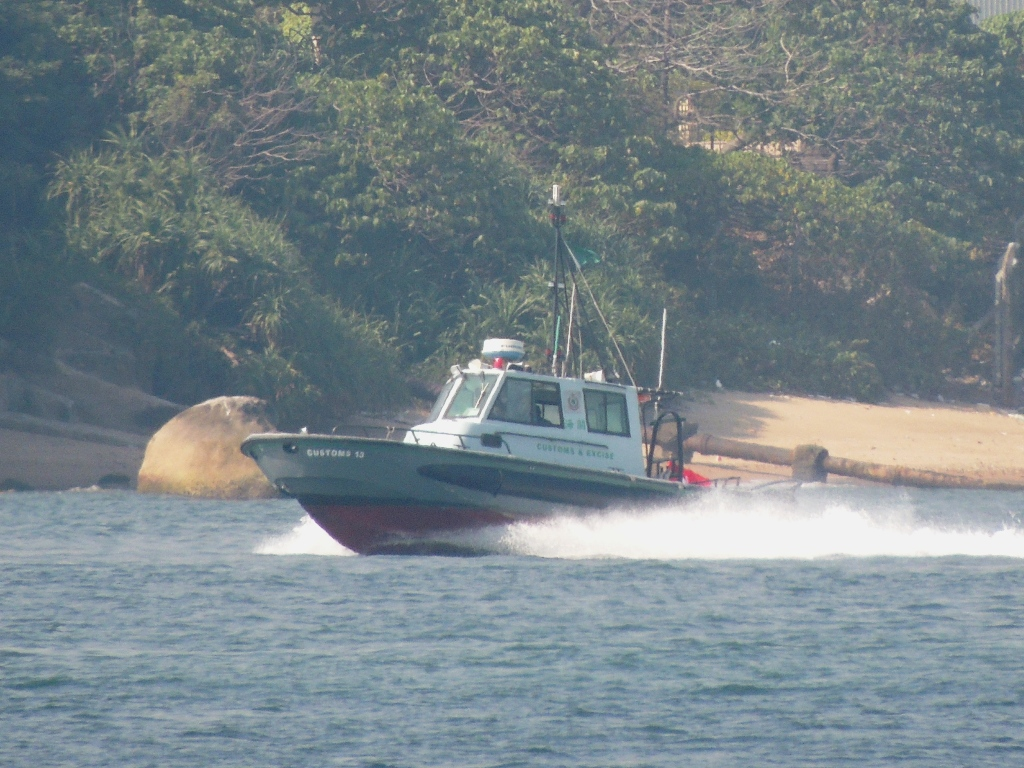
海關淺水巡邏船
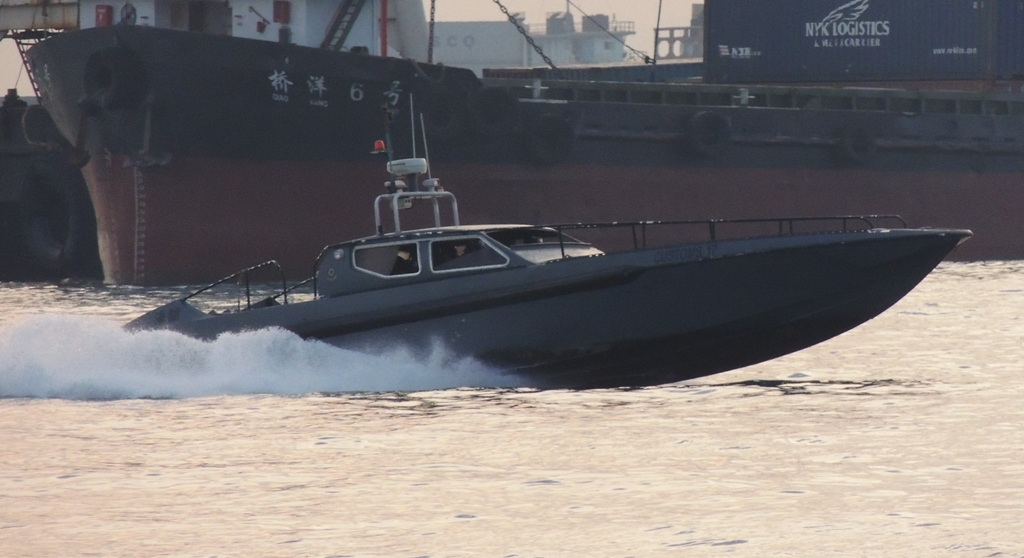
海關高速截擊艇
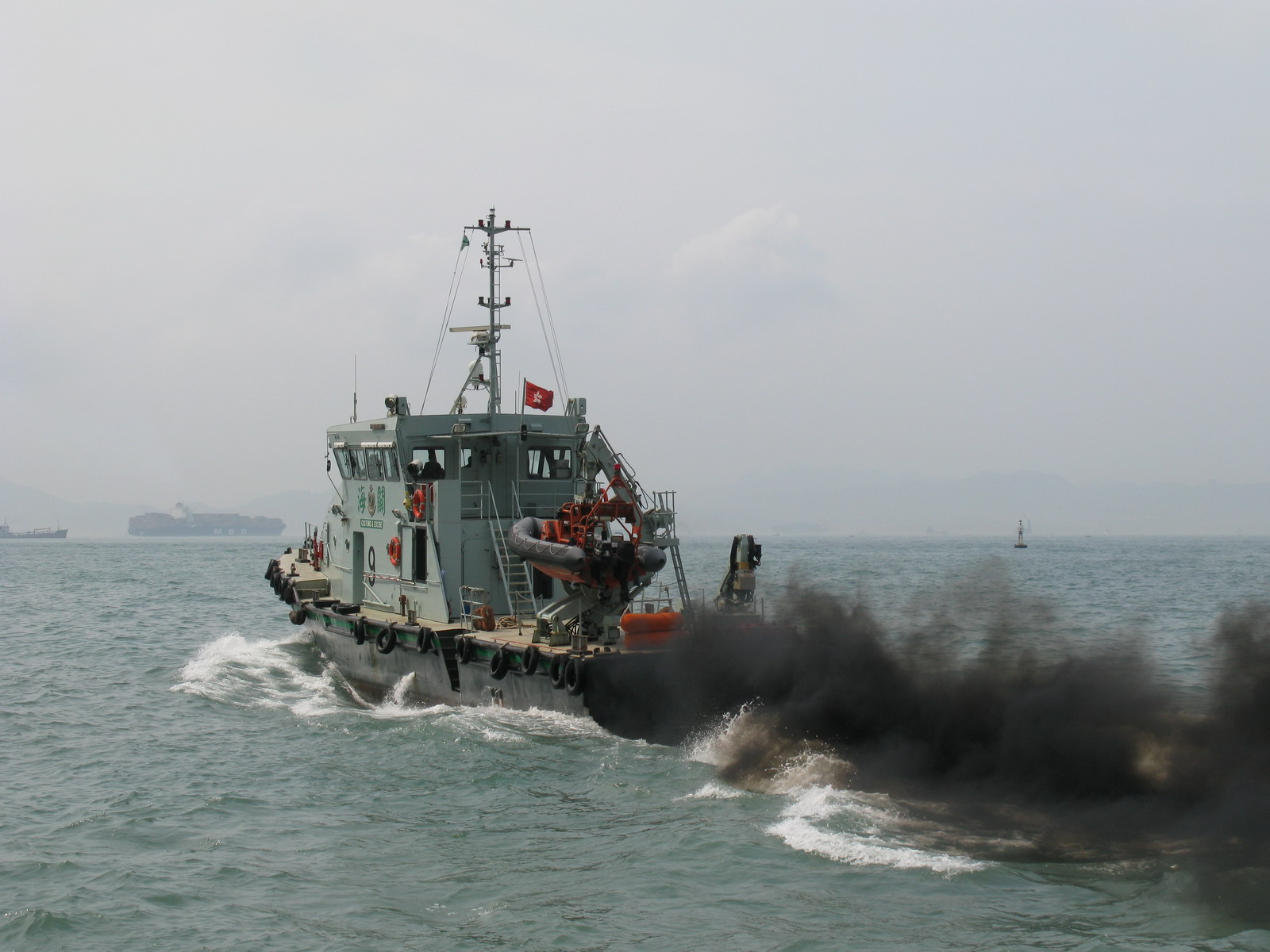

香港海關派出巡邏船艇在香港特別行政區水域執行反走私巡邏，船隊包括：淺水巡邏船、區域巡邏船、運載人員的海港巡邏船、海騎式橡皮艇以及高速截擊艇。
海關船隊基地在昂船洲政府船塢，由專門隊伍海關海域行動組負責，現時海關船隊配備五款共22艘不同的船隻全天候於本港水域執勤，包括五艘區域巡邏船、四艘高速截擊艇、兩艘淺水巡邏艇、兩艘海港船和九艘充氣橡皮艇，未來海關會陸續更換船隻。
- 24小時反走私巡邏
  - 4艘區域巡邏船
  - 9艘海騎式橡皮艇

- 追截走私快艇及機動舢舨
  - 4艘淺水巡邏艇
  - 4艘高速截擊艇

四艘新高速截擊艇，取替已使用16年的4艘同類型船隻。每艘價值1,800萬港元，2019開始服役，分兩階段執行，首兩艘新艇於5月下水，另外兩艘則於12月服役[6]。新艇以鋁合金製造，設計中通式，配有GPS系統、雷達、電子海圖及測深儀，設有六個座位最多可載十人，每次行動最少出動五人，最前排的駕駛員需佩帶特製頭盔。

- 運送海關人員往遠洋或內河船進行船隻搜查、貨物查驗、海岸巡邏及監察等行動
  - 2艘海港船

### 海關搜查犬課
香港海關共有隻57搜查犬，包括51隻緝毒犬及2隻爆炸品搜查犬，4隻鈔票搜查犬分別在機場、各陸路邊境管制站及貨櫃碼頭執行緝毒或搜查爆炸品的工作。

### 樂隊
海關樂隊（英文：Customs and Excise Band）於1999年成立，隸屬香港海關康樂及體育會，為海關各項官方及聯誼活動提供專業樂隊服務。此外，海關樂隊亦應制服團體的邀請在不同場合表演，參與社會服務。樂隊總監由海關關長出任，另有樂隊榮譽總監（現為鄧日燊）。海關樂隊主要由風笛隊及銅管樂隊組成，樂隊現時有約50名人員；樂隊演奏的樂器種類繁多，除長笛和軍鼓外，還有色士風、單簧管、笛子、小號、長號、法國號、次低音號和低音號等等。投考加入海關樂隊的人員會被安排接受面試及試音，經過錄取後，會被編制進不同的組別，接受為期半年的基本訓練。

## 制服及裝備

### 制服
- 夏季軍裝：一般在客運組當值、從事行政或迎接嘉賓時穿著。
- 冬季軍裝（俗稱：大被）：同上。
- 蛤皮：一般在貨物及車輛處理組、船隊、停機坪組或海關搜查犬組當值時穿著；
- 秋裝（捲袖令）：在冬季制服使用時，因應天氣較熱時可以酌情穿著秋裝當值；
  - 天地線（橫直帶）：軍裝人員佩槍時穿上的（穿著蛤皮或秋裝制服佩槍時，則穿上槍帶即可）

### 槍械裝備
香港海關是5支獲得授權擁有及使用槍械的香港紀律部隊之一。
學員於香港海關學院接受訓練時，均需要學習槍械的使用，於畢業後每年，均需要到射擊場持續練習兩至三次。
佩槍執勤的人員為負責海上緝私的船隊、支援緊急行動的特遣隊及駐守於各陸路口岸、機場、港外線碼頭等的軍裝海關人員和負責處理嚴重罪行、緝毒及押解等任務的便裝海關人員。
除了長短槍械外，海關人員同時配備胡椒噴霧及伸縮警棍等以應付日常的任務。
| 型號                     | 類型       | 使用部門   | 產地           |
| ------------------------ | ---------- | ---------- | -------------- |
| 史密斯威森軍警型左輪手槍 | 左輪手槍   | 標準配備   | 美国           |
| 格洛克19                 | 半自動手槍 | 保護證人組 | 奥地利         |
| 雷明登870泵動式霰彈槍    | 霰彈槍     | 標準配備   | 美国           |
| HK MP5SFA3半自動卡賓槍   | 衝鋒槍     | 標準配備   | 德国           |
| HK53卡賓槍               | 步槍       | 標準配備   | 德国           |
| HK G3自動步槍            | 步槍       | 標準配備   | 德国           |
| 56式半自動步槍           | 步槍       | 儀仗用途   | 中华人民共和国 |
| 56C式短突擊步槍          | 步槍       | 儀仗用途   | 中华人民共和国 |

## 嘉許

### 港英時期的嘉獎
1997年主權移交以前，服務滿規定年限的公務員可獲頒帝國服務獎章。及至1986年，英廷增設香港紀律部隊獎章，取代帝國服務獎章成爲香港入境事務隊及海關部隊人員的長期服務嘉許。當中服務滿18年且品行及表現良好的人員將獲頒香港紀律部隊獎章，滿25年則可獲頒第一加敘勳扣。
| 中文名稱         | 英文名稱                             | 綬帶 |
| ---------------- | ------------------------------------ | ---- |
| 帝國服務獎章     | Imperial Service Medal               |      |
| 香港紀律部隊獎章 | Hong Kong Disciplined Services Medal |      |

### 特區時期的嘉獎
在主權移交以後，香港海關的各級人員按其級別、資歷及功績，可獲特區政府不同等級的勳章、獎章或嘉許。一般而言，海關首長在退休前後可獲頒銀紫荊星章。海關部隊成員則可獲得下列海關獎章；而屬於文職人員的貿易管制主任職系，以及其他一般職系、共通職系人員，則有機會獲頒銅紫荊星章或榮譽勳章。在某次行動或某項工作中表現出色，或為某部門或機構服務中表現卓越的海關各級人員，可獲頒行政長官公共服務獎狀，當中的海關部隊人員可在制服上佩戴「紅雞繩」。

#### 海關獎章
特區各紀律部隊均設有獎章，嘉許各級人員。香港海關卓越獎章頒授予海關首長級官員，香港海關榮譽獎章則頒授予各級海關部隊人員。品行及表現良好的海關部隊人員，在服務滿18年後，可獲頒香港海關長期服務獎章。至第25、第30及第33年，則可分別獲頒第一加敘勳扣、第二加敘勳扣及第三加敘勳扣。
| 中文名稱                       | 英文名稱                                                     | 縮寫 | 綬帶 |
| ------------------------------ | ------------------------------------------------------------ | ---- | ---- |
| 香港海關卓越獎章               | Hong Kong Customs and Excise Medal for Distinguished Service | CDSM |      |
| 香港海關榮譽獎章               | Hong Kong Customs and Excise Medal for Meritorious Service   | CMSM |      |
| 香港海關長期服務獎章及加敘勳扣 | Hong Kong Customs and Excise Long Service Medal and Clasps   |      |      |

#### 部門嘉獎
除了特區政府頒授的榮譽外，海關内部亦有部門嘉獎，由各首長級人員對管内人員作出嘉許；其中獲得關長嘉許的海關部隊人員可在制服上佩戴綠黑金三色的「花雞繩」。
| 中文名稱                           | 英文名稱                                                                              |
| ---------------------------------- | ------------------------------------------------------------------------------------- |
| 關長嘉獎                           | Commissioner's Commendation                                                           |
| 副關長（管制及執法）嘉獎           | Deputy Commissioner (Control and Enforcement)'s Commendation                          |
| 助理關長（稅務及策略支援）嘉獎     | Assistant Commissioner (Excise and Strategic Support)'s Commendation                  |
| 助理關長（邊境及港口）嘉獎         | Assistant Commissioner (Boundary and Ports)'s Commendation                            |
| 助理關長（情報及調查）嘉獎         | Assistant Commissioner (Intelligence and Investigation)'s Commendation                |
| 助理關長（行政及人力資源發展）嘉獎 | Assistant Commissioner (Administration and Human Resource Development)'s Commendation |
| 貿易管制處處長嘉獎                 | Head of Trade Controls' Commendation                                                  |

## 以海關為題材的影視作品

### 電視劇
亞洲電視
- 《禿鷹》（1982年）

無綫電視
- 《緝私群英》（1996年）
- 《雷霆第一關》（2000年）
- 《把關者們》（2021年）

香港電台電視部
- 《海關故事》（2009年）

### 資訊節目
香港電台電視部
- 《C計劃》（1996年）

### 電影
寰亞綜藝集團
- 《飛虎》（1996年）

英皇電影
- 《廉政風雲 煙幕》（2019年）
- 《神探大戰》（2022年）
- 《海關戰線》（2024年）

## 爭議事件
連鎖店違例未貼「雙語標籤」卻放任
2021年4月8日，海關動員過百人搜查阿布泰國生活百貨多間分店和貨倉，指出公司出售的商品沒有標示中、英雙語警告字句，涉嫌違反《消費品安全規例》，33歲男董事林景楠被捕。其後多間媒體到各大小零售店舖巡查，包括價真棧、百佳、惠康、優品360和大生生活超市等。發現店內的商品都沒有標上中、英雙語警告，涉嫌違例。而大生生活超市位於沙田禾輋商場的分店，員工趕忙檢查貨品和用紙皮封住沒有標韱的貨品。而日本城一款洗衣液只得日文標籤，印尼生產的Listerine漱口水包裝上只有印尼文。價真棧部分產品沒有標示中英警告標籤。眾新聞記者到日本城、AEON、百佳、惠康、莎莎等搜查，發現至少22款貨品涉違例。認為海關對大型零售店在門市出售涉違規產品未有執法。
《立場新聞》記者列出傳媒提及涉嫌違例的商舖，詢問海關有否在過去36小時內，到各大商舖巡查或執法。海關一律未有回應，指如市民有懷疑，可致電海关舉報熱線，或透过电邮舉報。

## 外部連結
- 香港特別行政區政府 香港海關（页面存档备份，存于）
- 香港紀律部門 （英文）